# Nationaal park Lukusuzi
Het nationaal park Lukusuzi is een nationaal park in het oosten van de Luangwavallei in Zambia. Het park werd opgericht in 1971 en heeft een oppervlakte van 2646 km². Het ligt voor het grootste gedeelte op een plateau. Miombobos is de dominante vegetatie, maar er is ook grasland op het plateau en langs de rivieren.
De wildpopulatie wordt bedreigd door habitatvernietiging als gevolg van mijnbouwactiviteiten en stroperij. Lokale bewoners kappen bomen voor brandhout en om akkers te cultiveren. Deze zijn vaak maar voor een korte periode van drie tot vier jaar productief.

## Important Bird Area
Het park is aangewezen als Important Bird Area door BirdLife International vanwege het belang voor significante populaties van diksnaveltok, vlagstaartscharrelaar, Miombabaardvogel, Dickinsons torenvalk, Souza's klauwier, miombomees, roestbuikmees, roodkapkrombek, kleine savannezanger, witvleugelspreeuw, kurrichanelijster, baardwaaierstaart, Böhms vliegenvanger, miomborotslijster, Arnots miertapuit, witbuikhoningzuiger, oostelijke miombohoningzuiger, roodrugwever, olijfkopwever, breedstaartparadijswida, zwartwangkanarie.